# T Tauri-ster

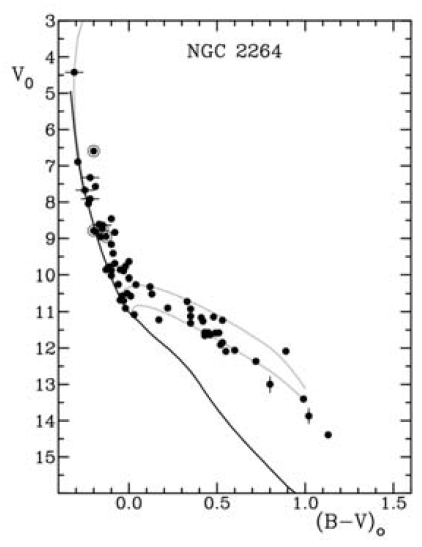
Hertzsprung-Russelldiagram van NGC 2264. De T-Tauri sterren bevinden zich boven de hoofdreeks (getrokken lijn) aan de rechterkant van het diagram en evolueren naar de hoofdreeks toe.

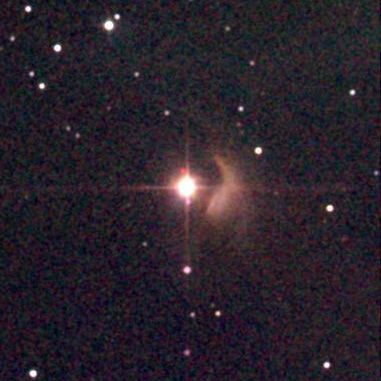
T Tauri, naamgever van de T Tauristerren

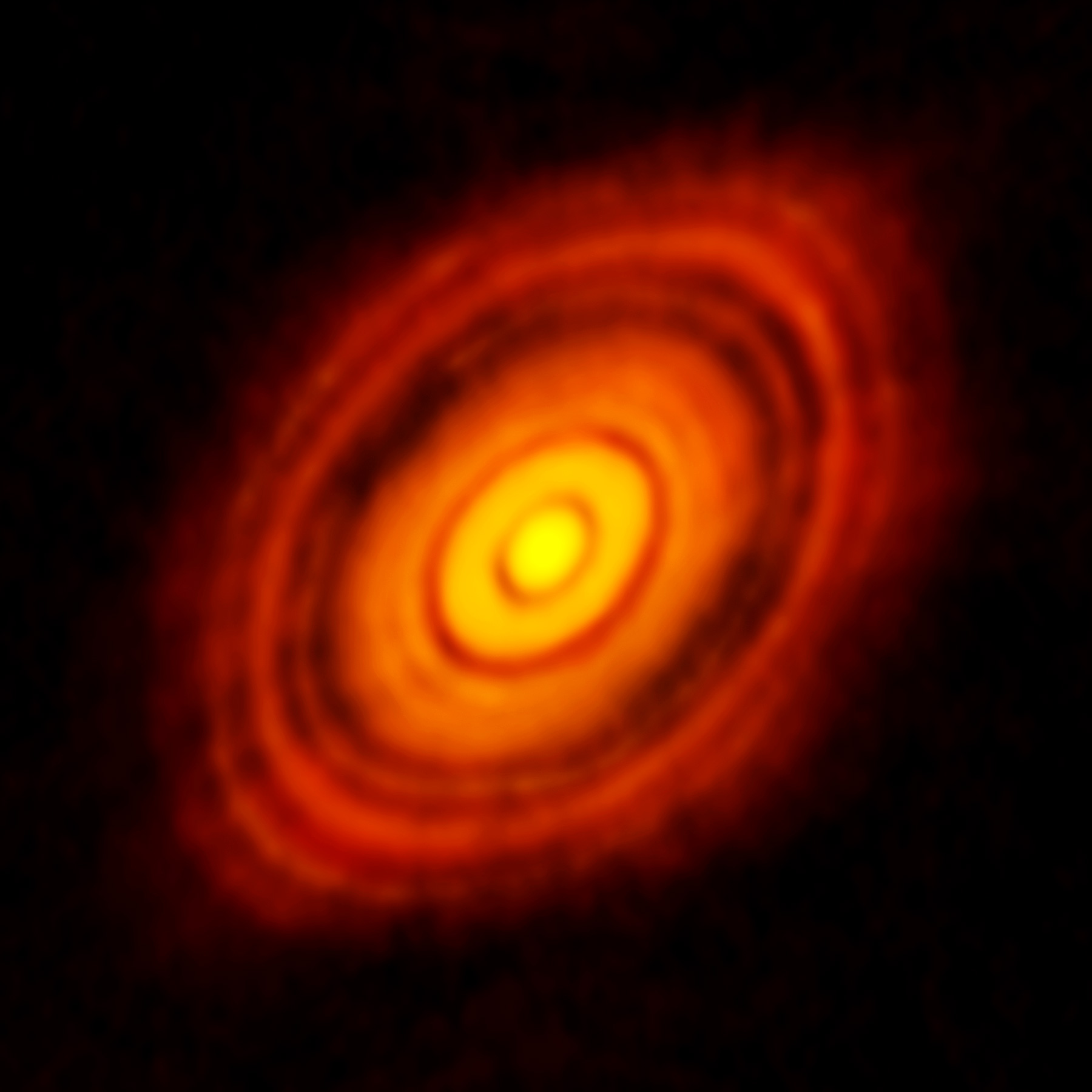
De T Tauri-ster HL Tau met een omringende protoplanetaire schijf, gemeten door ALMA

T Tauri-sterren zijn een type onregelmatig veranderlijke sterren, die zich in een zeer jong stadium van hun evolutie bevinden, namelijk nog vóór de waterstoffusie in het binnenste van de ster goed op gang gekomen is, maar volgend op het stadium van de protoster. Een T Tauri-ster is al wel samengetrokken uit een interstellaire gaswolk, maar nog niet aangekomen op de hoofdreeks. Ze zijn het tegenovergestelde van rode reuzen.
T Tauri-sterren zijn erkend als een aparte klasse veranderlijke sterren door Alfred Harrison Joy in 1945.
Deze sterren bevinden zich steeds in gas- en stofgebieden in de Melkweg, zoals de Orionnevel of de donkere stofwolken in de Stier. Het zijn meestal rode sterren met een oppervlaktemperatuur iets lager dan de zon (3500–6000 kelvin), die worden omgeven door een opvallend sterke en hete chromosfeer. T Tauri-sterren verliezen massa door een sterke sterrenwind, ongeveer 10−8 zonsmassa's per jaar. Sommige T Tauri-sterren zijn vrij sterke bronnen van röntgenstraling (tot 1024 joule/seconde, dat is 1/1000 van de totale helderheid van de zon). Het zijn ook sterke bronnen van infraroodstraling. Die komt uit een platte, roterende schijf van gas en stof die de ster omgeeft, een restant van de gaswolk waaruit de T Tauri-ster ontstaan is.
De helderheid van T Tauri-sterren ligt doorgaans tussen 0,3 en 30 maal de helderheid van de zon, hun massa wordt geschat op 0,2 tot 5 zonsmassa's, en hun ouderdom ligt in de orde van grootte van een miljoen jaar. Er zijn enkele honderden T Tauri-sterren gecatalogiseerd. Het prototype is T Tauri, een ster van spectraaltype K1, waarvan de schijnbare magnitude varieert van 9,3 tot 13,5. De absolute helderheid van deze ster is ongeveer 28 maal die van de zon. De afstand tot de aarde van T Tauri bedraagt 470,712 lj (P=6,9290 mas) lichtjaar.
Er zijn ook T Tauri-achtige protosterren met een wat grotere massa, ongeveer 2 tot 10 zonsmassa's. Dat zijn de zogeheten Herbig Ae/Be sterren, de afkorting staat voor H = Herbig (ontdekker)-sterren met een A- of B-spectrum met emissielijnen.